# Richard Schröder
Richard Schröder (ur. 14 kwietnia 1921 w Wandsbeku, zm.?) – SS-Unterscharführer, członek załogi obozu koncentracyjnego Auschwitz-Birkenau.
Ukończył szkołę handlową uzyskując zawód spedytora. 1 października 1933 wstąpił do Hitlerjugend, 1 grudnia 1939 do NSDAP, a 30 maja 1940 do SS. W grudniu 1940 Schröder został przydzielony do obozu w Oświęcimiu, gdzie pełnił funkcję urzędnika rachunkowego aż do stycznia 1945. Miał obowiązki wyłącznie kancelaryjne, w związku z czym nie miał styku z więźniami.
22 grudnia 1947 skazany za udział w organizacjach przestępczych (tj. SS i załodze obozu Auschwitz-Birkenau) przez Najwyższy Trybunał Narodowy w Krakowie w pierwszym procesie oświęcimskim na 10 lat więzienia. Richard Schröder zwolniony został z więzienia w połowie lat pięćdziesiątych na mocy amnestii.